# Poolbillard-Jugendeuropameisterschaft 2006
Die Poolbillard-Jugendeuropameisterschaft 2006 war die 26. Austragung der von der European Pocket Billiard Federation veranstalteten Jugend-Kontinentalmeisterschaft im Poolbillard. Sie fand vom 5. bis 12. August 2006 in Kiew in der Ukraine statt.
Ausgespielt wurden die Disziplinen 14/1 endlos, 8-Ball und 9-Ball in den Kategorien Junioren, Schüler und Juniorinnen. Bei den Junioren sowie bei den Schülern wurden zudem Mannschafts-Europameister ermittelt. Der 14/1-endlos-Wettbewerb der Juniorinnen wurde erstmals ausgetragen.

## Medaillengewinner
| Disziplin                 | Gold               | Silber              | Bronze                               |        |
| ------------------------- | ------------------ | ------------------- | ------------------------------------ | ------ |
| Junioren – 14/1 endlos    | Mathew Lawrenson   | Roy Gerards         | Moritz Busch Thomas Lüttich          | [ 1 ]  |
| Junioren – 8-Ball         | Petri Makkonen     | Pontus Lagerkvist   | Artem Koshovyi Michał Kedzior        | [ 2 ]  |
| Junioren – 9-Ball         | Michał Czarnecki   | Petri Makkonen      | Thomas Lüttich Angelos Chronas       | [ 3 ]  |
| Junioren-Mannschaft       | Schweden           | Deutschland         | Niederlande Polen                    | [ 4 ]  |
| Schüler – 14/1 endlos     | Ruslan Tschinachow | Andy Fuchs          | Mariusz Skoneczny Attila Bezdan      | [ 5 ]  |
| Schüler – 8-Ball          | Nico Wehner        | Maximilian Lechner  | Ramazan Dincer Roman Pruchay         | [ 6 ]  |
| Schüler – 9-Ball          | Ruslan Tschinachow | Dominic Jentsch     | Denis Grabe Jani Kela                | [ 7 ]  |
| Schüler-Mannschaft        | Russland           | Deutschland         | Österreich Finnland                  | [ 8 ]  |
| Juniorinnen – 14/1 endlos | Anja Wagner        | Linda Ludwig        | Claudia Kunz Otylia Wittstock        | [ 9 ]  |
| Juniorinnen – 8-Ball      | Kim Witzel         | Sabine Bins         | Sabrina Naverschnig Kristina Schagan | [ 10 ] |
| Juniorinnen – 9-Ball      | Anja Wagner        | Sabrina Naverschnig | Linda Ludwig Kristina Schagan        | [ 11 ] |